# Golden Globe-díj a legjobb férfi mellékszereplőnek
A Legjobb férfi mellékszereplő kategóriában átadott Golden Globe-díjat az első, 1944-ben megtartott díjátadó óta osztja ki a Hollywood Foreign Press Association (Hollywoodi Külföldi Tudósítók Szövetsége) szervezet, értékelve a mozifilmek férfi mellékszereplőit.
A kategória története során összesen hat színész nyert két alkalommal is díjat: Richard Attenborough, Edmund Gwenn, Martin Landau, Edmond O’Brien, Christoph Waltz és Brad Pitt. A legtöbb jelölést Jack Nicholson (öt alkalommal), valamint Ed Harris és Brad Pitt (négy-négy alkalommal) szerezte.

## Győztesek és jelöltek
Győztes színész
(MEGJEGYZÉS: Az Év oszlop az adott film bemutatási évére utal, a tényleges díjátadó ceremóniát a következő évben rendezték meg.)

### 1940-es évek
| Év             | Színész          | Színész           | Szerep                | Magyar cím                       | Eredeti cím             |
| 1943 (1. gála) |                  |                   |                       |                                  |                         |
| -------------- | ---------------- | ----------------- | --------------------- | -------------------------------- | ----------------------- |
| 1943 (1. gála) |                  | Akim Tamiroff     | Pablo                 | Akiért a harang szól             | For Whom the Bell Tolls |
| 1944 (2. gála) |                  |                   |                       |                                  |                         |
|                | Barry Fitzgerald | Fitzgibbon atya   | A magam útját járom   | Going My Way                     |                         |
| 1945 (3. gála) |                  |                   |                       |                                  |                         |
|                | J. Carrol Naish  | Charley Martin    |                       | A Medal for Benny                |                         |
| 1946 (4. gála) |                  |                   |                       |                                  |                         |
|                | Clifton Webb     | Elliott Templeton | A borotva éle         | The Razor's Edge                 |                         |
| 1947 (5. gála) |                  |                   |                       |                                  |                         |
|                | Edmund Gwenn     | Kris Kringle      | Csoda a 34. utcában   | Miracle on 34th Street           |                         |
| 1948 (6. gála) |                  |                   |                       |                                  |                         |
|                | Walter Huston    | Howard            | A Sierra Madre kincse | The Treasure of the Sierra Madre |                         |
| 1949 (7. gála) |                  |                   |                       |                                  |                         |
|                | James Whitmore   | Kinnie            | Csatatér              | Battleground                     |                         |

### 1950-es évek
| Év                  | Színész                             | Színész                      | Szerep                          | Magyar cím            | Eredeti cím |
| 1950 (8. gála)      |                                     |                              |                                 |                       |             |
| ------------------- | ----------------------------------- | ---------------------------- | ------------------------------- | --------------------- | ----------- |
| 1950 (8. gála)      |                                     | Edmund Gwenn                 | 'Skipper' Miller                |                       | Mister 880  |
| 1950 (8. gála)      | George Sanders                      | Addison DeWitt               | Mindent Éváról                  | All About Eve         |             |
| 1950 (8. gála)      | Erich von Stroheim                  | Max Von Mayerling            | Alkony sugárút                  | Sunset Boulevard      |             |
| 1951 (9. gála)      |                                     |                              |                                 |                       |             |
|                     | Peter Ustinov                       | Nero                         | Quo Vadis?                      | Quo Vadis             |             |
| 1952 (10. gála)     |                                     |                              |                                 |                       |             |
|                     | Millard Mitchell                    | James Connie                 |                                 | My Six Convicts       |             |
| Kurt Kasznar        | Louis Bonnard nagybácsi             |                              | The Happy Time                  |                       |             |
| Gilbert Roland      | Victor 'Gaucho' Ribera              | A szörnyeteg és a szépség    | The Bad and the Beautiful       |                       |             |
| 1953 (11. gála)     |                                     |                              |                                 |                       |             |
|                     | Frank Sinatra                       | Angelo Maggio közlegény      | Most és mindörökké              | From Here to Eternity |             |
| 1954 (12. gála)     |                                     |                              |                                 |                       |             |
|                     | Edmond O’Brien                      | Oscar Muldoon                | Mezítlábas grófnő               | The Barefoot Contessa |             |
| 1955 (13. gála)     |                                     |                              |                                 |                       |             |
|                     | Arthur Kennedy                      | Barney                       | A tárgyalás                     | Trial                 |             |
| 1956 (14. gála)     |                                     |                              |                                 |                       |             |
|                     | Earl Holliman                       | Jim Curry                    | Az esőcsináló                   | The Rainmaker         |             |
| Eddie Albert        | McLean százados                     | Teaház az augusztusi holdhoz | The Teahouse of the August Moon |                       |             |
| Oscar Homolka       | Kutuzov tábornok                    | Háború és béke               | War and Peace                   |                       |             |
| Anthony Quinn       | Paul Gauguin                        | A nap szerelmese             | Lust for Life                   |                       |             |
| Eli Wallach         | Silva Vacarro                       | Babuci                       | Baby Doll                       |                       |             |
| 1957 (15. gála)     |                                     |                              |                                 |                       |             |
|                     | Red Buttons                         | Joe Kelly                    | Szajonara                       | Sayonara              |             |
| Lee J. Cobb         | 3. esküdt                           | Tizenkét dühös ember         | 12 Angry Men                    |                       |             |
| Sessue Hayakawa     | Saito ezredes                       | Híd a Kwai folyón            | The Bridge on the River Kwai    |                       |             |
| Nigel Patrick       | Jerusalem Webster Stiles professzor |                              | Raintree County                 |                       |             |
| Ed Wynn             | Paul Beaseley                       |                              | The Great Man                   |                       |             |
| 1958 (16. gála)     |                                     |                              |                                 |                       |             |
|                     | Burl Ives                           | Rufus Hannassey              | Idegen a cowboyok között        | The Big Country       |             |
| Harry Guardino      | Angelo Donatello                    | Magányos apuka megosztaná    | Houseboat                       |                       |             |
| David Ladd          | David Chandler                      |                              | The Proud Rebel                 |                       |             |
| Gig Young           | Dr. Hugo Pine                       | A nagy riport                | Teacher's Pet                   |                       |             |
| Efrem Zimbalist Jr. | Jacob 'Jake' Diamond                | Sötétedés előtt              | Home Before Dark                |                       |             |
| 1959 (17. gála)     |                                     |                              |                                 |                       |             |
|                     | Stephen Boyd                        | Messala                      | Ben-Hur                         | Ben-Hur               |             |
| Fred Astaire        | Julian Osborn                       | Az utolsó part               | On the Beach                    |                       |             |
| Tony Randall        | Jonathan Forbes                     | Párnacsaták                  | Pillow Talk                     |                       |             |
| Robert Vaughn       | Chester A. 'Chet' Gwynn             |                              | The Young Philadelphians        |                       |             |
| Joseph N. Welch     | Weaver bíró                         | Egy gyilkosság anatómiája    | Anatomy of a Murder             |                       |             |

### 1960-as évek
| Év                  | Színész                      | Színész                       | Szerep                                | Magyar cím                        | Eredeti cím |
| 1960 (18. gála)     |                              |                               |                                       |                                   |             |
| ------------------- | ---------------------------- | ----------------------------- | ------------------------------------- | --------------------------------- | ----------- |
| 1960 (18. gála)     |                              | Sal Mineo                     | Dov Landau                            | Exodus                            | Exodus      |
| 1960 (18. gála)     | Lee Kinsolving               | Sammy Goldenbaum              |                                       | The Dark at the Top of the Stairs |             |
| 1960 (18. gála)     | Ray Stricklyn                | Jeb Lucas Tyler               |                                       | The Plunderers                    |             |
| 1960 (18. gála)     | Woody Strode                 | Draba                         | Spartacus                             | Spartacus                         |             |
| 1960 (18. gála)     | Peter Ustinov                | Lentulus Batiatus             | Spartacus                             | Spartacus                         |             |
| 1961 (19. gála)     |                              |                               |                                       |                                   |             |
|                     | George Chakiris              | Bernardo                      | West Side Story                       | West Side Story                   |             |
| Montgomery Clift    | Rudolph Petersen             | Ítélet Nürnbergben            | Judgment at Nuremberg                 |                                   |             |
| Jackie Gleason      | Minnesota Fats               | A svindler                    | The Hustler                           |                                   |             |
| George C. Scott     | Bert Gordon                  | A svindler                    | The Hustler                           |                                   |             |
| Tony Randall        | Peter 'Pete' Ramsey          | Jer vissza, szerelmem!        | Lover Come Back                       |                                   |             |
| 1962 (20. gála)     |                              |                               |                                       |                                   |             |
|                     | Omar Sharif                  | Ali főispán                   | Arábiai Lawrence                      | Lawrence of Arabia                |             |
| Ed Begley           | Tom Boss Finley              | Az ifjúság édes madara        | Sweet Bird of Youth                   |                                   |             |
| Victor Buono        | Edwin Flagg                  | Mi történt Baby Jane-nel?     | What Ever Happened to Baby Jane?      |                                   |             |
| Harry Guardino      | Joseph Contini őrmester      |                               | The Pigeon That Took Rome             |                                   |             |
| Ross Martin         | Garland Humphrey 'Red' Lynch | Terror-kísérlet               | Experiment in Terror                  |                                   |             |
| Paul Newman         | The Battler                  |                               | Hemingway's Adventures of a Young Man |                                   |             |
| Cesar Romero        | Robert Swan / Adam Wright    | Nősülni kötelező              | If a Man Answers                      |                                   |             |
| Telly Savalas       | Feto Gomez                   | Az alcatrazi ember            | Birdman of Alcatraz                   |                                   |             |
| Peter Sellers       | Clare Quilty                 | Lolita                        | Lolita                                |                                   |             |
| Harold J. Stone     | Frank Garnell                |                               | The Chapman Report                    |                                   |             |
| 1963 (21. gála)     |                              |                               |                                       |                                   |             |
|                     | John Huston                  | Glennon bíboros               | A kardinális                          | The Cardinal                      |             |
| Lee J. Cobb         | Harry R. Baker               |                               | Come Blow Your Horn                   |                                   |             |
| Bobby Darin         | Jim Tompkins tizedes         |                               | Captain Newman, M.D.                  |                                   |             |
| Melvyn Douglas      | Homer Bannon                 |                               | Hud                                   |                                   |             |
| Hugh Griffith       | Squire Western               | Tom Jones                     | Tom Jones                             |                                   |             |
| Paul Mann           | Aleko Sinnikoglou            | Amerika, Amerika              | America America                       |                                   |             |
| Gregory Rozakis     | Hohannes Gardashian          | Amerika, Amerika              | America America                       |                                   |             |
| Roddy McDowall      | Octavianus                   | Kleopátra                     | Cleopatra                             |                                   |             |
| 1964 (22. gála)     |                              |                               |                                       |                                   |             |
|                     | Edmond O’Brien               | Ray Clark szenátor            | Hét májusi nap                        | Seven Days in May                 |             |
| Cyril Delevanti     | Nonno                        | Az iguána éjszakája           | The Night of the Iguana               |                                   |             |
| Stanley Holloway    | Alfred P. Doolittle          | My Fair Lady                  | My Fair Lady                          |                                   |             |
| Gilbert Roland      | Dull Knife                   | Cheyenne ősz                  | Cheyenne Autumn                       |                                   |             |
| Lee Tracy           | Art Hockstader               | A legjobb ember               | The Best Man                          |                                   |             |
| 1965 (23. gála)     |                              |                               |                                       |                                   |             |
|                     | Oskar Werner                 | Fiedler                       | A kém, aki a hidegből jött            | The Spy Who Came in from the Cold |             |
| Red Buttons         | Arthur Landau                |                               | Harlow                                |                                   |             |
| Frank Finlay        | Jago                         | Othello                       | Othello                               |                                   |             |
| Hardy Krüger        | Heinrich Dorfmann            | A Főnix útja                  | The Flight of the Phoenix             |                                   |             |
| Telly Savalas       | Guffy őrmester               | A halál ötven órája           | Battle of the Bulge                   |                                   |             |
| 1966 (24. gála)     |                              |                               |                                       |                                   |             |
|                     | Richard Attenborough         | Frenchy Burgoyne              | Homokkavicsok                         | The Sand Pebbles                  |             |
| Mako                | Po-han                       | Homokkavicsok                 | The Sand Pebbles                      |                                   |             |
| John Saxon          | Chuy Medina                  | Kaland Mexikóban              | The Appaloosa                         |                                   |             |
| George Segal        | Nick                         | Nem félünk a farkastól        | Who's Afraid of Virginia Woolf?       |                                   |             |
| Robert Shaw         | VIII. Henrik                 | Egy ember az örökkévalóságnak | A Man for All Seasons                 |                                   |             |
| 1967 (25. gála)     |                              |                               |                                       |                                   |             |
|                     | Richard Attenborough         | Albert Blossom                | Doktor Dolittle                       | Doctor Dolittle                   |             |
| John Cassavetes     | Victor R. Franko             | A piszkos tizenkettő          | The Dirty Dozen                       |                                   |             |
| George Kennedy      | Dragline                     | Bilincs és mosoly             | Cool Hand Luke                        |                                   |             |
| Michael J. Pollard  | C.W. Moss                    | Bonnie és Clyde               | Bonnie and Clyde                      |                                   |             |
| Efrem Zimbalist Jr. | Sam Hendrix                  | Várj, míg sötét lesz          | Wait Until Dark                       |                                   |             |
| 1968 (26. gála)     |                              |                               |                                       |                                   |             |
|                     | Daniel Massey                | Noël Coward                   | Sztár                                 | Star!                             |             |
| Beau Bridges        | Tim Austin                   |                               | For Love of Ivy                       |                                   |             |
| Ossie Davis         | Joseph Lee                   | Skalpvadászok                 | The Scalphunters                      |                                   |             |
| Hugh Griffith       | Lebedev                      | Az ezermester                 | The Fixer                             |                                   |             |
| Martin Sheen        | Timmy Cleary                 |                               | The Subject Was Roses                 |                                   |             |
| 1969 (27. gála)     |                              |                               |                                       |                                   |             |
|                     | Gig Young                    | Rocky                         | A lovakat lelövik, ugye?              | They Shoot Horses, Don't They?    |             |
| Red Buttons         | tengerész                    | A lovakat lelövik, ugye?      | They Shoot Horses, Don't They?        |                                   |             |
| Jack Nicholson      | George Hanson                | Szelíd motorosok              | Easy Rider                            |                                   |             |
| Anthony Quayle      | Thomas Wolsey bíboros        | Anna ezer napja               | Anne of the Thousand Days             |                                   |             |
| Mitch Vogel         | Lucius McCaslin              | Zsiványok                     | The Reivers                           |                                   |             |

### 1970-es évek
| Év                  | Színész                              | Színész                                | Szerep                                    | Magyar cím            | Eredeti cím     |
| 1970 (28. gála)     |                                      |                                        |                                           |                       |                 |
| ------------------- | ------------------------------------ | -------------------------------------- | ----------------------------------------- | --------------------- | --------------- |
| 1970 (28. gála)     |                                      | John Mills                             | Michael                                   | Ryan lánya            | Ryan's Daughter |
| 1970 (28. gála)     | Dan George                           | Vén Vidrabőr                           | Kis nagy ember                            | Little Big Man        |                 |
| 1970 (28. gála)     | Trevor Howard                        | Collins atya                           | Ryan lánya                                | Ryan's Daughter       |                 |
| 1970 (28. gála)     | George Kennedy                       | Joe Patroni                            | Airport                                   | Airport               |                 |
| 1970 (28. gála)     | John Marley                          | Phil Cavalleri                         | Love Story                                | Love Story            |                 |
| 1971 (29. gála)     |                                      |                                        |                                           |                       |                 |
|                     | Ben Johnson                          | Sam, az Oroszlán                       | Az utolsó mozielőadás                     | The Last Picture Show |                 |
| Tom Baker           | Raszputyin                           | Cárok végnapjai                        | Nicholas and Alexandra                    |                       |                 |
| Art Garfunkel       | Sandy                                | Testi kapcsolatok                      | Carnal Knowledge                          |                       |                 |
| Paul Mann           | Lazar Wolf                           | Hegedűs a háztetőn                     | Fiddler on the Roof                       |                       |                 |
| Jan-Michael Vincent | Jimmy Graham                         | Going Home                             | Going Home                                |                       |                 |
| 1972 (30. gála)     |                                      |                                        |                                           |                       |                 |
|                     | Joel Grey                            | Konferanszié                           | Kabaré                                    | Cabaret               |                 |
| James Caan          | Sonny Corleone                       | A Keresztapa                           | The Godfather                             |                       |                 |
| James Coco          | Sancho Panza                         | La Mancha lovagja                      | Man of La Mancha                          |                       |                 |
| Alec McCowen        | Henry Pulling                        | Utazások nagynénémmel                  | Travels with My Aunt                      |                       |                 |
| Clive Revill        | Carlo Carlucci                       | Avanti!                                | Avanti                                    |                       |                 |
| 1973 (31. gála)     |                                      |                                        |                                           |                       |                 |
|                     | John Houseman                        | Charles W. Kingsfield, Jr.             | Vizsgaláz                                 | The Paper Chase       |                 |
| Martin Balsam       | Harry Walden                         | Nyári kaland, téli álom                | Summer Wishes, Winter Dreams              |                       |                 |
| Jack Gilford        | Phil Greene                          | Mentsd meg a tigrist!                  | Save the Tiger                            |                       |                 |
| Randy Quaid         | Meadows                              | Az utolsó szolgálat                    | The Last Detail                           |                       |                 |
| Max von Sydow       | Merrin atya                          | Az ördögűző                            | The Exorcist                              |                       |                 |
| 1974 (32. gála)     |                                      |                                        |                                           |                       |                 |
|                     | Fred Astaire                         | Harlee Claiborne                       | Pokoli torony                             | The Towering Inferno  |                 |
| Eddie Albert        | Warden Hazen                         | Hajrá, fegyencváros!                   | The Longest Yard                          |                       |                 |
| Bruce Dern          | Tom Buchanan                         | A nagy Gatsby                          | The Great Gatsby                          |                       |                 |
| Sam Waterston       | Nick Carraway                        | A nagy Gatsby                          | The Great Gatsby                          |                       |                 |
| John Huston         | Noah Cross                           | Kínai negyed                           | Chinatown                                 |                       |                 |
| 1975 (33. gála)     |                                      |                                        |                                           |                       |                 |
|                     | Richard Benjamin                     | Ben Clark                              | Napsugár fiúk                             | The Sunshine Boys     |                 |
| John Cazale         | Sal                                  | Kánikulai délután                      | Dog Day Afternoon                         |                       |                 |
| Charles Durning     | Eugene Moretti                       | Kánikulai délután                      | Dog Day Afternoon                         |                       |                 |
| Henry Gibson        | Haven Hamilton                       | Nashville                              | Nashville                                 |                       |                 |
| Burgess Meredith    | Harry Greener                        | A sáska napja                          | The Day of the Locust                     |                       |                 |
| 1976 (34. gála)     |                                      |                                        |                                           |                       |                 |
|                     | Laurence Olivier                     | Christian Szell                        | Maraton életre-halálra                    | Marathon Man          |                 |
| Marty Feldman       | Marty Eggs                           | Bombasiker                             | Silent Movie                              |                       |                 |
| Ron Howard          | Gillom Rogers                        | A mesterlövész                         | The Shootist                              |                       |                 |
| Jason Robards       | Benjamin C. Bradlee                  | Az elnök emberei                       | All the President's Men                   |                       |                 |
| Oskar Werner        | Egon Kreisler professzor             | Elátkozottak utazása                   | Voyage of the Damned                      |                       |                 |
| 1977 (35. gála)     |                                      |                                        |                                           |                       |                 |
|                     | Peter Firth                          | Alan Strang                            | Equus                                     | Equus                 |                 |
| Mikhail Baryshnikov | Yuri Kopeikine                       | Fordulópont                            | The Turning Point                         |                       |                 |
| Alec Guinness       | Obi-Wan Kenobi                       | Star Wars IV. rész – Egy új remény     | Star Wars                                 |                       |                 |
| Jason Robards       | Dashiell Hammett                     | Júlia                                  | Julia                                     |                       |                 |
| Maximilian Schell   | Johann                               | Júlia                                  | Julia                                     |                       |                 |
| 1978 (36. gála)     |                                      |                                        |                                           |                       |                 |
|                     | John Hurt                            | Max                                    | Éjféli expressz                           | Midnight Express      |                 |
| Bruce Dern          | Bob Hyde                             | Hazatérés                              | Coming Home                               |                       |                 |
| Dudley Moore        | Stanley Tibbets                      | Óvakodj a törpétől                     | Foul Play                                 |                       |                 |
| Robert Morley       | Max                                  | Ki öli meg Európa nagy konyhafőnökeit? | Who Is Killing the Great Chefs of Europe? |                       |                 |
| Christopher Walken  | Nikanor "Nick" Chevotarevich tizedes | A szarvasvadász                        | The Deer Hunter                           |                       |                 |
| 1979 (37. gála)     |                                      |                                        |                                           |                       |                 |
|                     | Melvyn Douglas                       | Benjamin Rand                          | Isten hozta, Mister!                      | Being There           |                 |
| Robert Duvall       | Bill Kilgore alezredes               | Apokalipszis most                      | Apocalypse Now                            |                       |                 |
| Frederic Forrest    | Huston Dyer                          | A rózsa                                | The Rose                                  |                       |                 |
|                     | Justin Henry                         | Billy Kramer                           | Kramer kontra Kramer                      | Kramer vs. Kramer     |                 |
| Laurence Olivier    | Julius                               | Egy kis romantika                      | A Little Romance                          |                       |                 |

### 1980-as évek
| Év                    | Színész                | Színész                                   | Szerep                              | Magyar cím                    | Eredeti cím     |
| 1980 (38. gála)       |                        |                                           |                                     |                               |                 |
| --------------------- | ---------------------- | ----------------------------------------- | ----------------------------------- | ----------------------------- | --------------- |
| 1980 (38. gála)       |                        | Timothy Hutton                            | Conrad Jarrett                      | Átlagemberek                  | Ordinary People |
| 1980 (38. gála)       | Judd Hirsch            | Tyrone Berger                             | Átlagemberek                        | Ordinary People               |                 |
| 1980 (38. gála)       | Joe Pesci              | Joey LaMotta                              | Dühöngő bika                        | Raging Bull                   |                 |
| 1980 (38. gála)       | Jason Robards          | Howard Hughes                             | Melvin és Howard                    | Melvin and Howard             |                 |
| 1980 (38. gála)       | Scott Wilson           | Billy Cutshaw százados                    | A kilencedik alakzat                | The Ninth Configuration       |                 |
| 1981 (39. gála)       |                        |                                           |                                     |                               |                 |
|                       | John Gielgud           | Hobson                                    | Arthur                              | Arthur                        |                 |
| James Coco            | Jimmy                  | Csak ha nevetek                           | Only When I Laugh                   |                               |                 |
| Jack Nicholson        | Eugene O’Neill         | Vörösök                                   | Reds                                |                               |                 |
| Howard E. Rollins Jr. | Coalhouse Walker, Jr.  | Ragtime                                   | Ragtime                             |                               |                 |
| Orson Welles          | Rauch bíró             | Lepke                                     | Butterfly                           |                               |                 |
| 1982 (40. gála)       |                        |                                           |                                     |                               |                 |
|                       | Louis Gossett Jr.      | Emil Foley                                | Garni-zóna                          | An Officer and a Gentleman    |                 |
| Raúl Juliá            | Kalibanos              | Vihar                                     | Tempest                             |                               |                 |
| David Keith           | Sid Worley             | Garni-zóna                                | An Officer and a Gentleman          |                               |                 |
| James Mason           | Ed Concannon           | Az ítélet                                 | The Verdict                         |                               |                 |
| Jim Metzler           | Mason McCormick        |                                           | Tex                                 |                               |                 |
| 1983 (41. gála)       |                        |                                           |                                     |                               |                 |
|                       | Jack Nicholson         | Garrett Breedlove                         | Becéző szavak                       | Terms of Endearment           |                 |
| Steven Bauer          | Manny Ribera           | A sebhelyesarcú                           | Scarface                            |                               |                 |
| Charles Durning       | Erhardt ezredes        | Lenni vagy nem lenni                      | To Be or Not to Be                  |                               |                 |
| Gene Hackman          | Alex Grazier           | Tűzvonalban                               | Under Fire                          |                               |                 |
| Kurt Russell          | Drew Stephens          | Silkwood                                  | Silkwood                            |                               |                 |
| 1984 (42. gála)       |                        |                                           |                                     |                               |                 |
|                       | Haing S. Ngor          | Dith Pran                                 | Gyilkos mezők                       | The Killing Fields            |                 |
| Adolph Caesar         | Waters őrmester        | Katonatörténet                            | A Soldier's Story                   |                               |                 |
| Richard Crenna        | Phil Brody             | Flamingókölyök                            | The Flamingo Kid                    |                               |                 |
| Jeffrey Jones         | II. József             | Amadeus                                   | Amadeus                             |                               |                 |
| Noriyuki "Pat" Morita | Keisuke Miyagi         | Karate kölyök                             | The Karate Kid                      |                               |                 |
| 1985 (43. gála)       |                        |                                           |                                     |                               |                 |
|                       | Klaus Maria Brandauer  | Bror von Blixen-Finecke                   | Távol Afrikától                     | Out of Africa                 |                 |
| Joel Grey             | Chiun                  | Fegyvertelen, de veszélyes                | Remo Williams: The Adventure Begins |                               |                 |
| John Lone             | Joey Tai               | A sárkány éve                             | Year of the Dragon                  |                               |                 |
| Eric Roberts          | Buck                   | Szökevényvonat                            | Runaway Train                       |                               |                 |
| Eric Stoltz           | Rocky Dennis           | Maszk                                     | Mask                                |                               |                 |
| 1986 (44. gála)       |                        |                                           |                                     |                               |                 |
|                       | Tom Berenger           | Barnes őrmester                           | A szakasz                           | Platoon                       |                 |
| Michael Caine         | Elliot                 | Hannah és nővérei                         | Hannah and Her Sisters              |                               |                 |
| Dennis Hopper         | Frank Booth            | Kék bársony                               | Blue Velvet                         |                               |                 |
| Dennis Hopper         | Shooter Flatch         | A legjobb dobás                           | Hoosiers                            |                               |                 |
| Ray Liotta            | Ray Sinclair           | Valami vadság                             | Something Wild                      |                               |                 |
| 1987 (45. gála)       |                        |                                           |                                     |                               |                 |
|                       | Sean Connery           | Jim Malone                                | Aki legyőzte Al Caponét             | The Untouchables              |                 |
| Richard Dreyfuss      | Aaron Levinsky         | Call girl ötszázért                       | Nuts                                |                               |                 |
| R. Lee Ermey          | Hartman tüzérőrmester  | Acéllövedék                               | Full Metal Jacket                   |                               |                 |
| Morgan Freeman        | Fast Black             | A hamis riport                            | Street Smart                        |                               |                 |
| Rob Lowe              | Rory                   | Amerikai kánkán                           | Square Dance                        |                               |                 |
| 1988 (46. gála)       |                        |                                           |                                     |                               |                 |
|                       | Martin Landau          | Abe Karatz                                | Tucker, az autóbolond               | Tucker: The Man and His Dream |                 |
| Alec Guinness         | William Dorrit         | Kis Dorrit                                | Little Dorrit                       |                               |                 |
| Neil Patrick Harris   | David Hart             | Clara szíve                               | Clara's Heart                       |                               |                 |
| Raúl Juliá            | Roberto Strausmann     | Holdfény Parador felett                   | Moon Over Parador                   |                               |                 |
| Lou Diamond Phillips  | Angel Guzman           | Mutasd meg, ki vagy                       | Stand and Deliver                   |                               |                 |
| River Phoenix         | Danny Pope             | Üresjárat                                 | Running on Empty                    |                               |                 |
| 1989 (47. gála)       |                        |                                           |                                     |                               |                 |
|                       | Denzel Washington      | Trip közlegény                            | Az 54. hadtest                      | Glory                         |                 |
| Danny Aiello          | Sal                    | Szemet szemért                            | Do the Right Thing                  |                               |                 |
| Sean Connery          | Henry Jones professzor | Indiana Jones és az utolsó kereszteslovag | Indiana Jones and the Last Crusade  |                               |                 |
| Ed Harris             | Dave                   | Bicska                                    | Jacknife                            |                               |                 |
| Bruce Willis          | Emmett Smith           | Az ellenség földjén                       | In Country                          |                               |                 |

### 1990-es évek
| Év                    | Színész                  | Színész                                | Szerep                                           | Magyar cím             | Eredeti cím        |
| 1990 (48. gála)       |                          |                                        |                                                  |                        |                    |
| --------------------- | ------------------------ | -------------------------------------- | ------------------------------------------------ | ---------------------- | ------------------ |
| 1990 (48. gála)       |                          | Bruce Davison                          | David                                            | Hosszútávú kapcsolat   | Longtime Companion |
| 1990 (48. gála)       | Armand Assante           | Roberto "Bobby Tex" Texador            | Hol az igazság?                                  | Q&A                    |                    |
| 1990 (48. gála)       | Héctor Elizondo          | Barney Thompson                        | Micsoda nő!                                      | Pretty Woman           |                    |
| 1990 (48. gála)       | Andy García              | Vincent Mancini                        | A Keresztapa III.                                | The Godfather Part III |                    |
| 1990 (48. gála)       | Al Pacino                | Alphonse "Big Boy" Caprice             | Dick Tracy                                       | Dick Tracy             |                    |
| 1990 (48. gála)       | Joe Pesci                | Tommy DeVito                           | Nagymenők                                        | Goodfellas             |                    |
| 1991 (49. gála)       |                          |                                        |                                                  |                        |                    |
|                       | Jack Palance             | Curly Washburn                         | Irány Colorado!                                  | City Slickers          |                    |
| Ned Beatty            | Josef Locke              | Az én dalom                            | Hear My Song                                     |                        |                    |
| John Goodman          | Charlie Meadows          | Hollywoodi lidércnyomás                | Barton Fink                                      |                        |                    |
| Harvey Keitel         | Mickey Cohen             | Bugsy                                  | Bugsy                                            |                        |                    |
| Ben Kingsley          | Meyer Lansky             | Bugsy                                  | Bugsy                                            |                        |                    |
| 1992 (50. gála)       |                          |                                        |                                                  |                        |                    |
|                       | Gene Hackman             | Little Bill Daggett                    | Nincs bocsánat                                   | Unforgiven             |                    |
| Jack Nicholson        | Nathan R. Jessup ezredes | Egy becsületbeli ügy                   | A Few Good Men                                   |                        |                    |
| Chris O’Donnell       | Charlie Simms            | Egy asszony illata                     | Scent of a Woman                                 |                        |                    |
| Al Pacino             | Ricky Roma               | Glengarry Glen Ross                    | Glengarry Glen Ross                              |                        |                    |
| David Paymer          | Stan                     | Mr. Saturday Night                     | Mr. Saturday Night                               |                        |                    |
| 1993 (51. gála)       |                          |                                        |                                                  |                        |                    |
|                       | Tommy Lee Jones          | Samuel Gerard                          | A szökevény                                      | The Fugitive           |                    |
| Leonardo DiCaprio     | Arnie Grape              | Gilbert Grape                          | What's Eating Gilbert Grape                      |                        |                    |
| Ralph Fiennes         | Amon Göth                | Schindler listája                      | Schindler's List                                 |                        |                    |
| John Malkovich        | Mitch Leary              | Célkeresztben                          | In the Line of Fire                              |                        |                    |
| Sean Penn             | David Kleinfeld          | Carlito útja                           | Carlito's Way                                    |                        |                    |
| 1994 (52. gála)       |                          |                                        |                                                  |                        |                    |
|                       | Martin Landau            | Lugosi Béla                            | Ed Wood                                          | Ed Wood                |                    |
| Kevin Bacon           | Wade                     | Veszélyes vizeken                      | The River Wild                                   |                        |                    |
| Samuel L. Jackson     | Jules Winnfield          | Ponyvaregény                           | Pulp Fiction                                     |                        |                    |
| Gary Sinise           | Dan Taylor hadnagy       | Forrest Gump                           | Forrest Gump                                     |                        |                    |
| John Turturro         | Herb Stempel             | Kvíz Show                              | Quiz Show                                        |                        |                    |
| 1995 (53. gála)       |                          |                                        |                                                  |                        |                    |
|                       | Brad Pitt                | Jeffrey Goines                         | 12 majom                                         | 12 Monkeys             |                    |
| Ed Harris             | Gene Kranz               | Apolló 13                              | Apollo 13                                        |                        |                    |
| John Leguizamo        | Chi-Chi Rodriguez        | Wong Foo, kösz mindent! – Julie Newmar | To Wong Foo, Thanks for Everything! Julie Newmar |                        |                    |
| Tim Roth              | Archibald Cunningham     | Rob Roy                                | Rob Roy                                          |                        |                    |
| Kevin Spacey          | Roger "Verbal" Kint      | Közönséges bűnözők                     | The Usual Suspects                               |                        |                    |
| 1996 (54. gála)       |                          |                                        |                                                  |                        |                    |
|                       | Edward Norton            | Aaron Stampler                         | Legbelső félelem                                 | Primal Fear            |                    |
| Cuba Gooding Jr.      | Rod Tidwell              | Jerry Maguire – A nagy hátraarc        | Jerry Maguire                                    |                        |                    |
| Samuel L. Jackson     | Carl Lee Hailey          | Ha ölni kell                           | A Time to Kill                                   |                        |                    |
| Paul Scofield         | Thomas Danforth bíró     | A salemi boszorkányok                  | The Crucible                                     |                        |                    |
| James Woods           | Byron De La Beckwith     | Kísért a múlt                          | Ghosts of Mississippi                            |                        |                    |
| 1997 (55. gála)       |                          |                                        |                                                  |                        |                    |
|                       | Burt Reynolds            | Jack Horner                            | Boogie Nights                                    | Boogie Nights          |                    |
| Rupert Everett        | George Downes            | Álljon meg a nászmenet!                | My Best Friend's Wedding                         |                        |                    |
| Anthony Hopkins       | John Quincy Adams        | Amistad                                | Amistad                                          |                        |                    |
| Greg Kinnear          | Simon Bishop             | Lesz ez még így se!                    | As Good as It Gets                               |                        |                    |
| Jon Voight            | Leo F. Drummond          | Az esőcsináló                          | The Rainmaker                                    |                        |                    |
| Robin Williams        | Dr. Sean Maguire         | Good Will Hunting                      | Good Will Hunting                                |                        |                    |
| 1998 (56. gála)       |                          |                                        |                                                  |                        |                    |
|                       | Ed Harris                | Christof                               | Truman Show                                      | The Truman Show        |                    |
| Robert Duvall         | Jerome Facher            | Zavaros vizeken                        | A Civil Action                                   |                        |                    |
| Bill Murray           | Herman Blume             | Okostojás                              | Rushmore                                         |                        |                    |
| Geoffrey Rush         | Philip Henslowe          | Szerelmes Shakespeare                  | Shakespeare in Love                              |                        |                    |
| Donald Sutherland     | Bill Bowerman            | Korlátok nélkül                        | Without Limits                                   |                        |                    |
| Billy Bob Thornton    | Jacob Mitchell           | Szimpla ügy                            | A Simple Plan                                    |                        |                    |
| 1999 (57. gála)       |                          |                                        |                                                  |                        |                    |
|                       | Tom Cruise               | Frank T.J. Mackey                      | Magnólia                                         | Magnolia               |                    |
| Michael Caine         | Dr. Wilbur Larch         | Árvák hercege                          | The Cider House Rules                            |                        |                    |
| Michael Clarke Duncan | John Coffey              | Halálsoron                             | The Green Mile                                   |                        |                    |
| Jude Law              | Dickie Greenleaf         | A tehetséges Mr. Ripley                | The Talented Mr. Ripley                          |                        |                    |
| Haley Joel Osment     | Cole Sear                | Hatodik érzék                          | The Sixth Sense                                  |                        |                    |

### 2000-es évek
| Év                     | Színész                   | Színész                                                 | Szerep                                                     | Magyar cím             | Eredeti cím |
| 2000 (58. gála)        |                           |                                                         |                                                            |                        |             |
| ---------------------- | ------------------------- | ------------------------------------------------------- | ---------------------------------------------------------- | ---------------------- | ----------- |
| 2000 (58. gála)        |                           | Benicio del Toro                                        | Javier Rodriguez                                           | Traffic                | Traffic     |
| 2000 (58. gála)        | Jeff Bridges              | Jackson Evans                                           | A manipulátor                                              | The Contender          |             |
| 2000 (58. gála)        | Willem Dafoe              | Max Schreck                                             | A vámpír árnyéka                                           | Shadow of the Vampire  |             |
| 2000 (58. gála)        | Albert Finney             | Edward L. Masry                                         | Erin Brockovich – Zűrös természet                          | Erin Brockovich        |             |
| 2000 (58. gála)        | Joaquin Phoenix           | Commodus                                                | Gladiátor                                                  | Gladiator              |             |
| 2001 (59. gála)        |                           |                                                         |                                                            |                        |             |
|                        | Jim Broadbent             | John Bayley                                             | Iris – Egy csodálatos női elme                             | Iris                   |             |
| Steve Buscemi          | Seymour                   | Tétova tinédzserek                                      | Ghost World                                                |                        |             |
| Hayden Christensen     | Sam Monroe                | Az élet háza                                            | Life as a House                                            |                        |             |
| Ben Kingsley           | Don Logan                 | Szexi dög                                               | Sexy Beast                                                 |                        |             |
| Jude Law               | Gigolo Joe                | A. I. – Mesterséges értelem                             | A.I. Artificial Intelligence                               |                        |             |
| Jon Voight             | Howard Cosell             | Ali                                                     | Ali                                                        |                        |             |
| 2002 (60. gála)        |                           |                                                         |                                                            |                        |             |
|                        | Chris Cooper              | John Laroche                                            | Adaptáció                                                  | Adaptation             |             |
| Ed Harris              | Richard Brown             | Az órák                                                 | The Hours                                                  |                        |             |
| Paul Newman            | John Rooney               | A kárhozat útja                                         | Road to Perdition                                          |                        |             |
| Dennis Quaid           | Frank Whitaker            | Távol a mennyországtól                                  | Far from Heaven                                            |                        |             |
| John C. Reilly         | Amos Hart                 | Chicago                                                 | Chicago                                                    |                        |             |
| 2003 (61. gála)        |                           |                                                         |                                                            |                        |             |
|                        | Tim Robbins               | Dave Boyle                                              | Titokzatos folyó                                           | Mystic River           |             |
| Alec Baldwin           | Shelly Kaplow             | A szerencseforgató                                      | The Cooler                                                 |                        |             |
| Albert Finney          | Ed Bloom idősen           | Nagy Hal                                                | Big Fish                                                   |                        |             |
| William H. Macy        | "Tick Tock" McLaughlin    | Vágta                                                   | Seabiscuit                                                 |                        |             |
| Peter Sarsgaard        | Charles Lane              | A hazugsággyáros                                        | Shattered Glass                                            |                        |             |
| Vatanabe Ken           | Moritsugu Katsumoto       | Az utolsó szamuráj                                      | The Last Samurai                                           |                        |             |
| 2004 (62. gála)        |                           |                                                         |                                                            |                        |             |
|                        | Clive Owen                | Larry Gray                                              | Közelebb                                                   | Closer                 |             |
| David Carradine        | Bill                      | Kill Bill 2.                                            | Kill Bill: Volume 2                                        |                        |             |
| Jamie Foxx             | Max Durocher              | Collateral – A halál záloga                             | Collateral                                                 |                        |             |
| Thomas Haden Church    | Jack Cole                 | Kerülőutak                                              | Sideways                                                   |                        |             |
| Morgan Freeman         | Eddie "Hepaj" Dupris      | Millió dolláros bébi                                    | Million Dollar Baby                                        |                        |             |
| 2005 (63. gála)        |                           |                                                         |                                                            |                        |             |
|                        | George Clooney            | Bob Barnes                                              | Sziriána                                                   | Syriana                |             |
| Matt Dillon            | John Ryan                 | Ütközések                                               | Crash                                                      |                        |             |
| Will Ferrell           | Franz Liebkind            | Producerek                                              | The Producers                                              |                        |             |
| Paul Giamatti          | Joe Gould                 | A remény bajnoka                                        | Cinderella Man                                             |                        |             |
| Bob Hoskins            | Vivian Van Damm           | Mrs. Henderson bemutatja                                | Mrs Henderson Presents                                     |                        |             |
| 2006 (64. gála)        |                           |                                                         |                                                            |                        |             |
|                        | Eddie Murphy              | James "Thunder" Early                                   | Dreamgirls                                                 | Dreamgirls             |             |
| Ben Affleck            | George Reeves             | Hollywoodland                                           | Hollywoodland                                              |                        |             |
| Jack Nicholson         | Frank Costello            | A tégla                                                 | The Departed                                               |                        |             |
| Mark Wahlberg          | Sean Dignam törzsőrmester | A tégla                                                 | The Departed                                               |                        |             |
| Brad Pitt              | Richard Jones             | Bábel                                                   | Babel                                                      |                        |             |
| 2007 (65. gála)        |                           |                                                         |                                                            |                        |             |
|                        | Javier Bardem             | Anton Chigurh                                           | Nem vénnek való vidék                                      | No Country for Old Men |             |
| Casey Affleck          | Robert Ford               | Jesse James meggyilkolása, a tettes a gyáva Robert Ford | The Assassination of Jesse James by the Coward Robert Ford |                        |             |
| Philip Seymour Hoffman | Gust Avrakotos            | Charlie Wilson háborúja                                 | Charlie Wilson's War                                       |                        |             |
| John Travolta          | Edna Turnblad             | Hajlakk                                                 | Hairspray                                                  |                        |             |
| Tom Wilkinson          | Arthur Edens              | Michael Clayton                                         | Michael Clayton                                            |                        |             |
| 2008 (66. gála)        |                           |                                                         |                                                            |                        |             |
|                        | Heath Ledger (posztumusz) | Joker                                                   | A sötét lovag                                              | The Dark Knight        |             |
| Tom Cruise             | Les Grossman              | Trópusi vihar                                           | Tropic Thunder                                             |                        |             |
| Robert Downey Jr.      | Kirk Lazarus              | Trópusi vihar                                           | Tropic Thunder                                             |                        |             |
| Ralph Fiennes          | William Cavendish         | A hercegnő                                              | The Duchess                                                |                        |             |
| Philip Seymour Hoffman | Brendan Flynn atya        | Kétely                                                  | Doubt                                                      |                        |             |
| 2009 (67. gála)        |                           |                                                         |                                                            |                        |             |
|                        | Christoph Waltz           | Hans Landa ezredes                                      | Becstelen brigantyk                                        | Inglourious Basterds   |             |
| Matt Damon             | Francois Pienaar          | Invictus – A legyőzhetetlen                             | Invictus                                                   |                        |             |
| Woody Harrelson        | Tony Stone százados       | A harcmező hírnökei                                     | The Messenger                                              |                        |             |
| Christopher Plummer    | Lev Tolsztoj              | Aztán mindennek vége                                    | The Last Station                                           |                        |             |
| Stanley Tucci          | George Harvey             | Komfortos mennyország                                   | The Lovely Bones                                           |                        |             |

### 2010-es évek
| Év                     | Színész                 | Színész                                  | Szerep                              | Magyar cím                                | Eredeti cím |
| 2010 (68. gála)        |                         |                                          |                                     |                                           |             |
| ---------------------- | ----------------------- | ---------------------------------------- | ----------------------------------- | ----------------------------------------- | ----------- |
| 2010 (68. gála)        |                         | Christian Bale                           | Dicky Eklund                        | A harcos                                  | The Fighter |
| 2010 (68. gála)        | Michael Douglas         | Gordon Gekko                             | Tőzsdecápák – A pénz nem alszik     | Wall Street: Money Never Sleeps           |             |
| 2010 (68. gála)        | Andrew Garfield         | Eduardo Saverin                          | Social Network – A közösségi háló   | The Social Network                        |             |
| 2010 (68. gála)        | Jeremy Renner           | James "Jem" Coughlin                     | Tolvajok városa                     | The Town                                  |             |
| 2010 (68. gála)        | Geoffrey Rush           | Lionel Logue                             | A király beszéde                    | The King's Speech                         |             |
| 2011 (69. gála)        |                         |                                          |                                     |                                           |             |
|                        | Christopher Plummer     | Hal Fields                               | Kezdők                              | Beginners                                 |             |
| Kenneth Branagh        | Laurence Olivier        | Egy hét Marilynnel                       | My Week with Marilyn                |                                           |             |
| Albert Brooks          | Bernie Rose             | Drive – Gázt!                            | Drive                               |                                           |             |
| Jonah Hill             | Peter Brand             | Pénzcsináló                              | Moneyball                           |                                           |             |
| Viggo Mortensen        | Sigmund Freud           | Veszélyes vágy                           | A Dangerous Method                  |                                           |             |
| 2012 (70. gála)        |                         |                                          |                                     |                                           |             |
|                        | Christoph Waltz         | Dr. King Schultz                         | Django elszabadul                   | Django Unchained                          |             |
| Alan Arkin             | Lester Siegel           | Az Argo-akció                            | Argo                                |                                           |             |
| Leonardo DiCaprio      | Calvin J. Candie        | Django elszabadul                        | Django Unchained                    |                                           |             |
| Philip Seymour Hoffman | Lancaster Dodd          | The Master                               | The Master                          |                                           |             |
| Tommy Lee Jones        | Thaddeus Stevens        | Lincoln                                  | Lincoln                             |                                           |             |
| 2013 (71. gála)        |                         |                                          |                                     |                                           |             |
|                        | Jared Leto              | Rayon                                    | Mielőtt meghaltam                   | Dallas Buyers Club                        |             |
| Barkhad Abdi           | Abduwali Muse           | Phillips kapitány                        | Captain Phillips                    |                                           |             |
| Daniel Brühl           | Niki Lauda              | Hajsza a győzelemért                     | Rush                                |                                           |             |
| Bradley Cooper         | Richard "Richie" DiMaso | Amerikai botrány                         | American Hustle                     |                                           |             |
| Michael Fassbender     | Edwin Epps              | 12 év rabszolgaság                       | 12 Years a Slave                    |                                           |             |
| 2014 (72. gála)        |                         |                                          |                                     |                                           |             |
|                        | J. K. Simmons           | Terence Fletcher                         | Whiplash                            | Whiplash                                  |             |
| Robert Duvall          | Joseph Palmer bíró      | A bíró                                   | The Judge                           |                                           |             |
| Ethan Hawke            | Mason Evans, Sr.        | Sráckor                                  | Boyhood                             |                                           |             |
| Edward Norton          | Mike Shiner             | Birdman avagy (A mellőzés meglepő ereje) | Birdman                             |                                           |             |
| Mark Ruffalo           | Dave Schultz            | Foxcatcher                               | Foxcatcher                          |                                           |             |
| 2015 (73. gála)        |                         |                                          |                                     |                                           |             |
|                        | Sylvester Stallone      | Rocky Balboa                             | Creed: Apollo fia                   | Creed                                     |             |
| Paul Dano              | Brian Wilson            | Szeretet és köszönet                     | Love & Mercy                        |                                           |             |
| Idris Elba             | A parancsnok            | Hontalan fenevadak                       | Beasts of No Nation                 |                                           |             |
| Mark Rylance           | Rudolf Abel             | Kémek hídja                              | Bridge of Spies                     |                                           |             |
| Michael Shannon        | Rick Carver             | 99 Otthon                                | 99 Homes                            |                                           |             |
| 2016 (74. gála)        |                         |                                          |                                     |                                           |             |
|                        | Aaron Taylor-Johnson    | Ray Marcus                               | Vadállatok                          | Nocturnal Animals                         |             |
| Mahershala Ali         | Juan                    | Holdfény                                 | Moonlight                           |                                           |             |
| Jeff Bridges           | Marcus Hamilton         | A préri urai                             | Hell or High Water                  |                                           |             |
| Simon Helberg          | Cosmé McMoon            | Florence – A tökéletlen hang             | Florence Foster Jenkins             |                                           |             |
| Dev Patel              | Saroo Brierley          | Oroszlán                                 | Lion                                |                                           |             |
| 2017 (75. gála)        |                         |                                          |                                     |                                           |             |
|                        | Sam Rockwell            | Jason Dixon                              | Három óriásplakát Ebbing határában  | Three Billboards Outside Ebbing, Missouri |             |
| Willem Dafoe           | Bobby Hicks             | Floridai álom                            | The Florida Project                 |                                           |             |
| Armie Hammer           | Oliver                  | Szólíts a neveden                        | Call Me by Your Name                |                                           |             |
| Richard Jenkins        | Giles                   | A víz érintése                           | The Shape of Water                  |                                           |             |
| Christopher Plummer    | Jean Paul Getty         | A világ összes pénze                     | All the Money in the World          |                                           |             |
| 2018 (76. gála)        |                         |                                          |                                     |                                           |             |
|                        | Mahershala Ali          | Don Shirley                              | Zöld könyv – Útmutató az élethez    | Green Book                                |             |
| Timothée Chalamet      | Nic Sheff               | Csodálatos fiú                           | Beautiful Boy                       |                                           |             |
| Adam Driver            | Flip Zimmerman          | Csuklyások – BlacKkKlansman              | BlacKkKlansman                      |                                           |             |
| Richard E. Grant       | Jack Hock               | Megbocsátasz valaha?                     | Can You Ever Forgive Me?            |                                           |             |
| Sam Rockwell           | George W. Bush          | Alelnök                                  | Vice                                |                                           |             |
| 2019 (77. gála)        |                         |                                          |                                     |                                           |             |
|                        | Brad Pitt               | Cliff Booth                              | Volt egyszer egy Hollywood          | Once Upon a Time in Hollywood             |             |
| Tom Hanks              | Fred Rogers             | Egy kivételes barát                      | A Beautiful Day in the Neighborhood |                                           |             |
| Anthony Hopkins        | XVI. Benedek pápa       | A két pápa                               | The Two Popes                       |                                           |             |
| Al Pacino              | Jimmy Hoffa             | Az ír                                    | The Irishman                        |                                           |             |
| Joe Pesci              | Russell Bufalino        | Az ír                                    | The Irishman                        |                                           |             |

### 2020-as évek
| Év                | Színész                  | Színész                         | Szerep                       | Magyar cím                        | Eredeti cím                 |
| 2020 (78. gála)   |                          |                                 |                              |                                   |                             |
| ----------------- | ------------------------ | ------------------------------- | ---------------------------- | --------------------------------- | --------------------------- |
| 2020 (78. gála)   |                          | Daniel Kaluuya                  | Fred Hampton                 | Júdás és a Fekete Messiás         | Judas and the Black Messiah |
| 2020 (78. gála)   | Sacha Baron Cohen        | Abbie Hoffman                   | A chicagói 7-ek tárgyalása   | The Trial of the Chicago Seven    |                             |
| 2020 (78. gála)   | Jared Leto               | Albert Sparma                   | Ördög a részletekben         | The Little Things                 |                             |
| 2020 (78. gála)   | Bill Murray              | Felix Keane                     | Felkeverve                   | On the Rocks                      |                             |
| 2020 (78. gála)   | Leslie Odom, Jr.         | Sam Cooke                       | Egy éj Miamiban…             | One Night in Miami                |                             |
| 2021 (79. gála)   |                          |                                 |                              |                                   |                             |
|                   | Kodi Smit-McPhee         | Peter Gordon                    | A kutya karmai közt          | The Power of the Dog              |                             |
| Ben Affleck       | Charlie Moehringer       | Iskola a pult mentén            | The Tender Bar               |                                   |                             |
| Jamie Dornan      | Pa                       | Belfast                         | Belfast                      |                                   |                             |
| Ciarán Hinds      | Pop                      | Belfast                         | Belfast                      |                                   |                             |
| Troy Kotsur       | Frank Rossi              | CODA                            | CODA                         |                                   |                             |
| 2022 (80. gála)   |                          |                                 |                              |                                   |                             |
|                   | Ke Huy Quan              | Waymond Wang                    | Minden, mindenhol, mindenkor | Everything Everywhere All at Once |                             |
| Brendan Gleeson   | Colm Doherty             | A sziget szellemei              | The Banshees of Inisherin    |                                   |                             |
| Barry Keoghan     | Dominic Kearney          | A sziget szellemei              | The Banshees of Inisherin    |                                   |                             |
| Brad Pitt         | Jack Conrad              | Babylon                         | Babylon                      |                                   |                             |
| Eddie Redmayne    | Charles "Charlie" Cullen | A másik nővér                   | The Good Nurse               |                                   |                             |
| 2023 (81. gála)   |                          |                                 |                              |                                   |                             |
|                   | Robert Downey Jr.        | Lewis Strauss                   | Oppenheimer                  | Oppenheimer                       |                             |
| Willem Dafoe      | Dr. Godwin Baxter        | Szegény párák                   | Poor Things                  |                                   |                             |
| Mark Ruffalo      | Duncan Wedderburn        | Szegény párák                   | Poor Things                  |                                   |                             |
| Robert De Niro    | William King Hale        | Megfojtott virágok              | Killers of the Flower Moon   |                                   |                             |
| Ryan Gosling      | Ken                      | Barbie                          | Barbie                       |                                   |                             |
| Charles Melton    | Joe Yoo                  | Egy botrány részletei           | May December                 |                                   |                             |
| 2024 (82. gála)   |                          |                                 |                              |                                   |                             |
|                   | Kieran Culkin            | Benji Kaplan                    | Rokonszenvedés               | A Real Pain                       |                             |
| Yura Borisov      | Igor                     | Anora                           | Anora                        |                                   |                             |
| Edward Norton     | Pete Seeger              | Sehol se otthon                 | A Complete Unknown           |                                   |                             |
| Guy Pearce        | Harrison Lee Van Buren   | A brutalista                    | The Brutalist                |                                   |                             |
| Jeremy Strong     | Roy Cohn                 | The Apprentice – A Trump sztori | The Apprentice               |                                   |                             |
| Denzel Washington | Macrinus                 | Gladiátor II.                   | Gladiator II                 |                                   |                             |

## Többszörös jelölések
| öt jelölés - Jack Nicholson négy jelölés - Ed Harris - Brad Pitt három jelölés - Red Buttons - Willem Dafoe - Robert Duvall - Hugh Griffith - Philip Seymour Hoffman - Edward Norton - Al Pacino - Joe Pesci - Christopher Plummer - Jason Robards | két jelölés - Ben Affleck - Eddie Albert - Mahershala Ali - Fred Astaire - Richard Attenborough - Jeff Bridges - Michael Caine - James Coco - Sean Connery - Tom Cruise - Bruce Dern - Leonardo DiCaprio - Melvyn Douglas - Robert Downey Jr. - Charles Durning - Ralph Fiennes - Albert Finney - Morgan Freeman - Henry Gibson - Joel Grey - Harry Guardino - Alec Guinness - Edmund Gwenn - Gene Hackman | - Anthony Hopkins - Dennis Hopper - John Huston - Samuel L. Jackson - Tommy Lee Jones - Jared Leto - Raúl Juliá - George Kennedy - Ben Kingsley - Martin Landau - Jude Law - Paul Mann - Bill Murray - Paul Newman - Edmond O’Brien - Laurence Olivier - Tony Randall - Sam Rockwell - Gilbert Roland - Mark Ruffalo - Geoffrey Rush - Telly Savalas - Peter Ustinov - Jon Voight - Christoph Waltz - Denzel Washington - Oskar Werner - Gig Young - Efrem Zimbalist Jr. |

## Többszörös győzelmek
két győzelem
- Richard Attenborough (egymást követő években)
- Edmund Gwenn
- Martin Landau
- Edmond O’Brien
- Brad Pitt
- Christoph Waltz

## Fordítás
- Ez a szócikk részben vagy egészben  a   Golden Globe Award for Best Supporting Actor – Motion Picture című angol Wikipédia-szócikk fordításán alapul.  Az eredeti cikk szerkesztőit annak laptörténete sorolja fel. Ez a jelzés csupán a megfogalmazás eredetét és a szerzői jogokat jelzi, nem szolgál a cikkben szereplő információk forrásmegjelöléseként.